# Rumelia

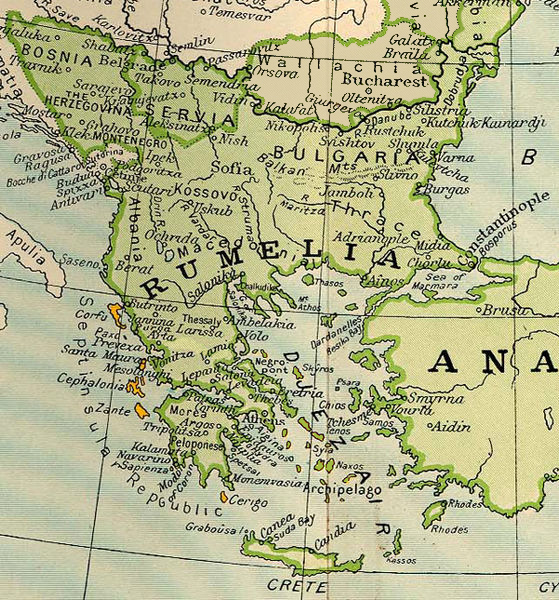
Rumelia w 1801 r.

Rumelia (tur. Rumeli) – kraina historyczna na Bałkanach, której nazwa oznacza „ziemię Rzymian” (w znaczeniu: Bizantyńczyków). Została nadana przez Turków ziemiom stopniowo odbieranym Cesarstwu Bizantyńskiemu i używana w odniesieniu do europejskich posiadłości Imperium osmańskiego, stopniowo rosnących od XIV w. Zasięg Rumelii stopniowo kurczył się od XVIII w., wraz z uszczuplaniem granic imperium. Nazwa ta nie obejmowała Peloponezu, znanego ówcześnie jako Morea.